# Nevděk
Der Nevděk (deutsch Schloßberg, auch Luditzberg) ist ein 630 m hoher Berg im Südosten des Tepler Hochlandes bei Žlutice in Tschechien.

## Geographie
Der Nevděk erhebt sich südlich gegenüber der Stadt Žlutice über dem Tal der Střela. An seinem Südosthang liegt Ansiedlung Hradský Dvůr. Drei Kilometer östlich befindet sich der Vladař, in der gleichen Distanz liegen im Westen die Talsperre Žlutice und gegen Südwest die Burgruine Štědrý hrádek. Umliegende Ortschaften sind Žlutice, Hradský Dvůr, Kobylé und Semtěš. Am nordwestlichen Fuße des Berges liegt die Bahnstation Žlutice.

## Geschichte
Auf dem strategisch günstig gelegenen Berg ließ Jakoubek z Vřesovic um 1446 eine kleine Burg errichten, die als vorgelagerte Befestigungsanlage dem Schutz der südlichen Verbindungswege zur Stadt entlang Střela diente. Die gleiche Funktion besaß die Burg Mazanec im Norden von Žlutice.
Zur Unterscheidung von der alten Žluticer Stadtburg wurde die Anlage als Neue Burg (Nový hrad) bezeichnet. Seit 1539 ist die Burg unter dem Namen Nevděk, dessen Herkunft ungeklärt ist, überliefert. Im 16. Jahrhundert verlor die Burg Nevděk ihre Funktionen und wurde seit 1568 als wüst bezeichnet.
Von der Burganlage ist heute noch eine runde Zisterne aus Steinmauerwerk erhalten sowie der Burggraben und die in umgebenden Wälle.
Auf dem Gipfel befindet sich ein weithin sichtbares großes Holzkreuz. Wegen des hohen Baumbestandes ist vom Gipfel nur eine Sicht nach Norden auf Žlutice möglich. Unterhalb des bewaldeten Gipfels besteht nach Osten und Süden eine gute Sicht zum Vladař, Chlumská hora, Zbraslavský vrch und andere Erhebungen in der Jesenická pahorkatina und dem Tepler Hochland.